# 野田新町車站
野田新町車站（日语：／ Noda-shimmachi eki */?）是一由東海旅客鐵道（JR東海）所經營的鐵路車站，位於日本愛知縣刈谷市野田新町一丁目，是東海道本線沿線的車站。
野田新町是個透過當地民眾請願設置，並由車站所在地的刈谷市政府全額負擔建設費用所設置的鐵路車站，是東海道本線沿線較為資淺的幾個新站之一。

## 車站結構
對向式月台2面2線的地面車站，設有跨站式站房。

### 月台配置
| 月台 | 路線       | 方向 | 目的地           |
| ---- | ---------- | ---- | ---------------- |
| 1    | 東海道本線 | 下行 | 名古屋、大垣方向 |
| 2    | 東海道本線 | 上行 | 岡崎、豐橋方向   |

## 使用情況
根據「刈谷的統計」，此站的一日平均上車人次如下表。
| 年度   | 一日平均 上車人次 |
| ------ | ----------------- |
| 2006年 | 929               |
| 2007年 | 1,022             |
| 2008年 | 1,438             |
| 2009年 | 1,625             |
| 2010年 | 1,753             |
| 2011年 | 1,842             |
| 2012年 | 1,863             |
| 2013年 | 1,937             |
| 2014年 | 2,057             |
| 2015年 | 2,208             |
| 2016年 | 2,323             |
| 2017年 | 2,488             |
| 2018年 | 2,532             |

## 相鄰車站
東海旅客鐵道
 東海道本線
■特別快速、■新快速、■快速、■區間快速
通過
■普通
東刈谷（CA56）－野田新町（CA57）－刈谷（CA58）

### 來源
1. 1 2  駅構内の案内表記。これらはJR東海公式サイトの各駅の時刻表 （页面存档备份，存于）で参照可能（駅掲示用時刻表のPDFが使われているため。2015年1月現在）。

## 外部連結
- 野田新町 - 東海旅客鐵道